# 폴리요섬
폴리요섬 (Polillo)은 필리핀 제도의 북동부 지역에 위치한 섬이다. 폴리요 해협으로 루손섬과 갈려져 있으며 라몬만의 북부 경계를 이룬다.
폴리요섬 자체는 총 3개의 행정구역으로 세분된다. 폴리요는 섬의 남부를 차지한다. 섬 북동부는 부르데오스가, 북서부는 파누쿨란이 각각 해당 지역의 행정을 관할하고 있다. 폴리요섬은 코모도왕도마뱀을 천적으로 두고 있는 부탄도마뱀의 서식지이기도 하다.
2010년 필리핀 인구총조사에 따르면 폴리요섬의 거주 인구는 총 64,802명이다.
폴리요섬의 역사는 16세기 중반으로 거슬러 올라가는데, 스페인 사람들이 이곳으로 와서 작은 예배당을 지었다. 이후 섬을 관리하게 되어 수차례의 변화와 발전이 이루어지게 되었다.

## 같이 보기
- 부르데오스 (케손주)
- 파누쿨란 (케손주)
- 폴리요 (케손주)